# Bandera del Territori Antàrtic Britànic
La bandera del territori Antàrtic Britànic fou adoptada el 21 d'abril de 1998, presenta l'escut d'armes atorgat l'1 d'agost de 1963, un any després de la creació del Territori Antàrtic Britànic, un Territori Britànic d'Ultramar. Anteriorment, el Territori formava part de les Dependències de les Illes Malvines i utilitzava la mateixa bandera. La bandera és una white ensing on hi figura en un cantó la bandera del Regne Unit i a la part més allunyada del masteler  l'escut del Territori Antàrtic Britànic.